# Compagnie Sucrière Sénégalaise

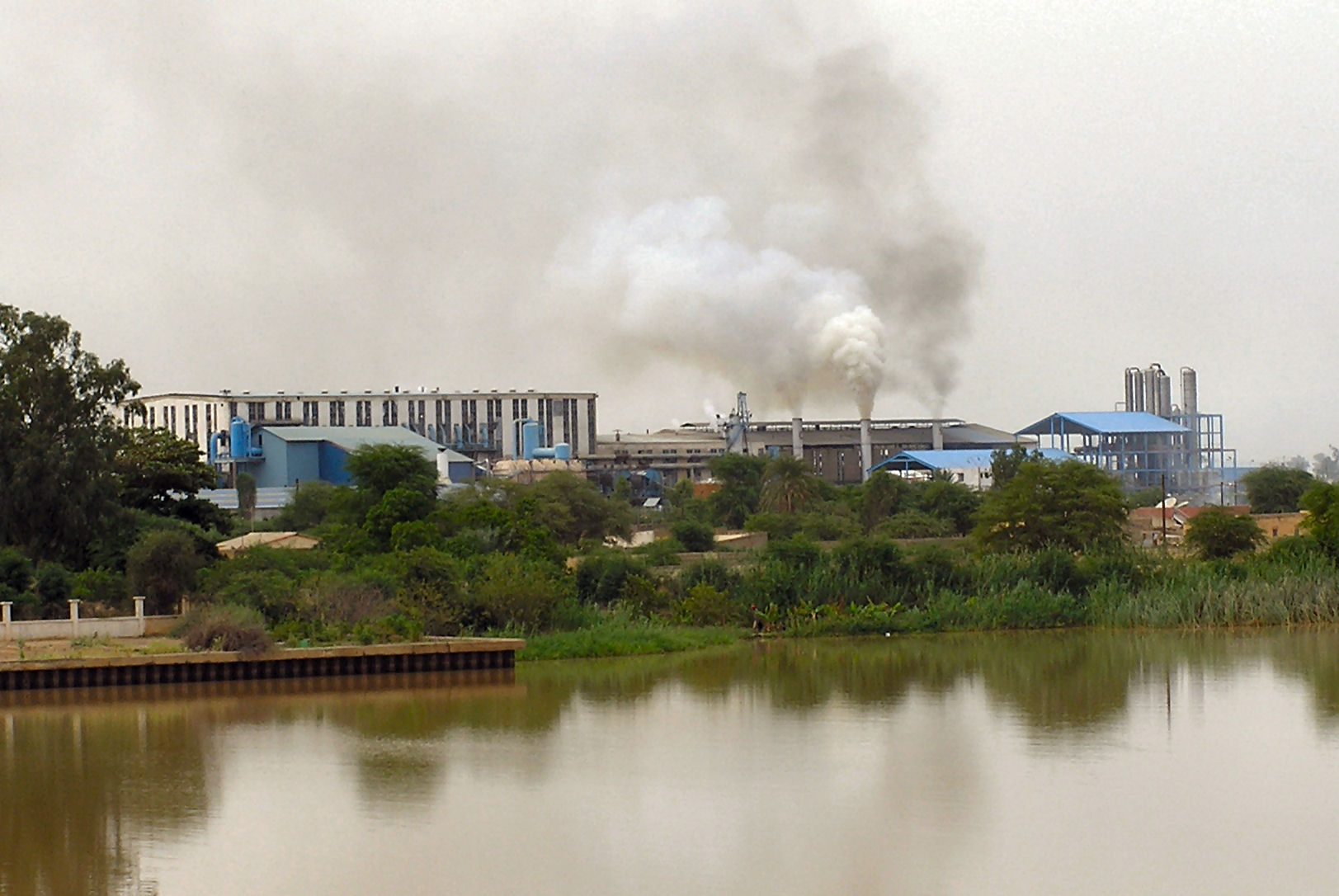
Zuckerraffinerie der CSS in Richard Toll

Die Compagnie Sucrière Sénégalaise (CSS) in Richard Toll im Norden Senegals ist ein Teil der Unternehmensgruppe Groupe Mimran.

## Unternehmensdaten
Die CSS bewirtschaftet 11.200 Hektar landwirtschaftliche Nutzfläche, beschäftigt in der siebenmonatigen Erntesaison (Stand: 2018) 8000 Arbeitskräfte, verarbeitet jährlich 1.500.000 Tonnen Zuckerrohr, produziert 140.000 Tonnen Rohrzucker und 13.000.000 Liter Bio-Ethanol. Sie ist nach dem Staat der größte Arbeitgeber in Senegal.

## Geschichte
Jacques Mimran, der als Algerienfranzose und sephardischer Jude in bescheidenen Verhältnissen aufwuchs, begann seine unternehmerische Tätigkeit in Senegal 1946 mit dem Aufbau der Grands Moulins de Dakar. Ab 1970 steckte er alle ihm verfügbaren Mittel in das Projekt der Compagnie Sucrière Sénégalaise. Auf den durch Gezeiteneinflüsse salzhaltigen Böden der Schwemmlandebene des Senegal-Stroms um Richard Toll sollte ein großer agro-industrieller Komplex mit Zuckerrohrplantage und Zuckerraffinerie zur Gewinnung von Melasse, Zucker und Äthanol entstehen. Als Jacques Mimran mitten in der Aufbauphase 1975 verstarb, führte sein Sohn Jean-Claude Mimran das Projekt zum Erfolg, nicht zuletzt weil durch die Aktivitäten der Organisation pour la mise en valeur du fleuve Sénégal ab 1972 und durch die Fertigstellung des Diama-Damms 1986 sowie eines 16 Kilometer langen Verbindungskanals zwischen dem Senegal-Fluss und dem für das ganze Land eminent wichtigen Süßwasserspeicher Lac de Guiers die Versorgung der Plantage und der ganzen Stadt mit Süßwasser ganzjährig sichergestellt werden konnte. 1975 begann die Zuckerproduktion. 1990 wurde die Produktionskapazität auf 90.000 Tonnen Zucker erhöht. 2008 begann ein Projekt zur Erhöhung auf 150.000 Tonnen. Daneben gibt es seit 2008 eine Anlage zur Destillation von 60.000 Liter Äthanol pro Tag. 2011 wurden neue Dampfkessel mit einer Leistung von 150 Tonnen Dampf je Stunde und ein Kraftwerk mit 25 Megawatt Leistung in Betrieb genommen.